# Campionati italiani assoluti di atletica leggera 1911
I VI campionati italiani assoluti di atletica leggera si sono tenuti a Roma, dal 7 al 9 settembre 1911. La pista era in carbonella e pozzolana e aveva uno sviluppo di 390 metri. Furono assegnati dodici titoli in altrettante discipline, tutti in ambito maschile.
Tornarono a disputarsi durante questi campionati (e non in manifestazioni indipendenti) le gare della maratona e mezza maratona. Fu inoltre introdotta la staffetta olimpionica corsa sulla distanza del miglio (200+200+400+809 metri). La corsa campestre si disputò il 26 marzo a Torino, sulla distanza degli 11 km.
La finale dei 400 metri piani, in programma per il 7 settembre, fu rinviata al giorno successivo e su proposta di Franco Giongo, in segno di protesta contro la giuria, la gara doveva essere disertata dagli atleti. Giongo di presentò comunque alla finale, mentre i compagni di squadra dell'Athletic Club Torino Roberto Bacolla e Massimo Cartasegna non si presentarono: questi ultimi, adirati con Giongo, non si presentarono per la staffetta 4×440 iarde impedendo quindi la partecipazione dell'Athletic Club Torino alla gara.

## Risultati

### Le gare del 7-9 settembre a Roma
| Specialità                                | Oro                                                                                | Prestazione | Argento                                                                                   | Prestazione | Bronzo                                                                                | Prestazione   |               |               |               |               |               |
| 100 m                                     | Franco Giongo Athletic Club Torino                                                 | 11"1/5      | Angelo Marchesi Unione Sportiva Milanese                                                  | 11"3/5      | Non assegnata                                                                         | Non assegnata | Non assegnata | Non assegnata | Non assegnata | Non assegnata | Non assegnata |
| 400 m                                     | Franco Giongo Athletic Club Torino                                                 | 1'04"4/5    | Giulio Fuggetta Società Podistica Lazio                                                   | a spalla    | Francesco Bicchi Itala Firenze                                                        | a spalla      |               |               |               |               |               |
| 1000 m                                    | Emilio Lunghi Sport Club Italia                                                    | 2'40"1/5    | Guido Calvi Società Bergamasca di Ginnastica e Sports Atletici Atalanta                   | 2'42"3/5    | Massimo Cartasegna Athletic Club Torino                                               | a 10 metri    |               |               |               |               |               |
| 5000 m                                    | Alfonso Orlando Società Bergamasca di Ginnastica e Sports Atletici Atalanta        | 16'34"3/5   | Guido Veroni Itala Firenze                                                                | 16'36"4/5   | Primo Brega Società Podistica Lazio                                                   | 17'12"0       |               |               |               |               |               |
| Mezza maratona (20 km su pista)           | Adolfo Testoni Juventus Nova Torino                                                | 1h13'31"1/5 | Gioacchino Buzzotta San Giorgio Padova                                                    | 1h14'56"0   | Orlando Cesaroni Cristoforo Colombo Roma                                              | 1h16'37"1/5   |               |               |               |               |               |
| Maratona (~ 41 km)                        | Orlando Cesaroni Cristoforo Colombo Roma                                           | 2h41'27"0   | Pietro Marini Salus et Virtus Milano                                                      | 2h50'41"2/5 | Adolfo Testoni Juventus Nova Torino                                                   | 2h52'42"1/5   |               |               |               |               |               |
| 110 m hs                                  | Daciano Colbachini Associazione Ginnastica e Sport Padova                          | 17"4/5      | Alfredo Pagani Società Ginnastica Roma                                                    | 18"0        | Angelo Marchesi Unione Sportiva Milanese                                              | a 10 metri    |               |               |               |               |               |
| 1200 m siepi                              | Massimo Cartasegna Athletic Club Torino                                            | 3'41"4/5    | Emilio Lunghi Sport Club Italia                                                           | 3'42"0      | Vittorio Rambaldi Forti e Liberi Asti                                                 | s/t           |               |               |               |               |               |
| Marcia 1500 m                             | Fernando Altimani Società Ginnastica Pro Patria Milano                             | 6'25"4/5    | Italo Bertola Sport Club Italia                                                           | 6'29"3/5    | Amleto Bartesaghi Fortitudo Bologna                                                   | 6'48"2/5      |               |               |               |               |               |
| Marcia 10 000 m                           | Fernando Altimani Società Ginnastica Pro Patria Milano                             | 49'03"6     | Mario Vitali Sport Club Italia                                                            | 49'09"1/5   | Silla Del Sole Sport Club Audace Roma                                                 | 51'16"4/5     |               |               |               |               |               |
| Staffetta 4×440 iarde                     | Sport Club Italia Geremia Della Torre Emilio Lunghi Angelo Vigani Catullo Zanier   | 3'59"3/5    | Ginnastica e Scherma Novara Angelo Marforio Enrico Poggi Virginio Rigolone Guido Brignone | 4'09"1/5    | Associazione Ginnastica e Sport Padova Luigi Braga Giovanni Brunelli Masini Ghiglioni | 4'15"3/5      |               |               |               |               |               |
| Staffetta olimpionica (200+200+400+809 m) | Sport Club Italia Geremia Della Torre Mario Riccoboni Angelo Vigani Catullo Zanier | 4'12"1/5    | Società Podistica Lazio Sacchi Carlo Fantacone Cesare Zoppi Rodolfo De Mori               | s/t         | Non assegnata                                                                         | Non assegnata | Non assegnata | Non assegnata | Non assegnata | Non assegnata | Non assegnata |

### La corsa campestre del 26 marzo a Torino
| Specialità              | Oro                                      | Prestazione | Argento                   | Prestazione | Bronzo                                    | Prestazione |
| Corsa campestre (11 km) | Giuseppe Cattro Sport Club Audace Torino | 38'09"3/5   | Luigi Torchio Fulgor Asti | 38'25"0     | Antonio Morganti Sport Club Audace Torino | a 80 metri  |